# Meleagro y Atalanta (Jordaens, 1620-1623)
Meleagro y Atalanta es una pintura al óleo sobre lienzo de 1620-1623 de Jacob Jordaens. Se encuentra en el Museo del Prado de Madrid (España).

## Descripción
Se trata de una escena mitológica inspirada en las Metamorfosis del poeta Publio Ovidio Nasón, un texto sobre mitología de la Antigüedad con gran impacto intelectual entre los artistas flamencos del siglo XVII.
Jordaens abordó el tema de Meleagro y Atalanta en otras ocasiones, como en esta obra anterior de Meleagro y Atalanta (Jordaens, 1618) del Museo Real de Bellas Artes de Amberes de Bélgica. En la versión del Museo del Prado, la fábula tiene un cariz más suavizado y poético, en sintonía con la forma de simbólica de interpretar la historia por el Barroco, como un castigo de los dioses por el doble asesinato provocado por el enamoramiento del héroe. Un desenlace apenas sugerido por los gestos dulcificados y sugerentes de los protagonistas, en comparación con otras versiones de la obra.

### Temática
Posteriormente a Jordaens, abordaron esta temática el pintor francés Nicolas Poussin en su obra La caza de Meleagro (1634-1639), expuesta en el Museo del Prado, y Pedro Pablo Rubens en, al menos, dos ocasiones con Atalanta y Meleagro cazando el jabalí de Calidón, también en el Museo del Prado, y La caza de Meleagro y Atalanta que se encuentra en el Museo de Historia del Arte de Viena, en Austria.

## Historia
La obra apareció por primera vez documentada en 1746, en la colección de Isabel Farnesio como una pintura de Rubens. En ese momento, se la consideró una representación de la historia de Venus y Adonis, y estaba destinada al dormitorio de los monarcas en el Palacio Real de la Granja de San Ildefonso. En 1794, se documentó en el Palacio Real de Aranjuez, donde permaneció hasta inicios del siglo XIX, momento en que se trasladó al Museo del Prado.
Existe una teoría que afirma que esta obra fue ejecutada por Jordaens en dos momentos diferentes con varias décadas de diferencia, algo habitual en el autor. Sin embargo, la aparición en 2106 de un supuesto boceto preparatorio de esta versión de la pintura de Meleagro y Atalanta de Jordaens en el Prado, apuntó a la teoría contraria, que la obra había sido realizada de una vez.
Dicho estudio fue localizado en los almacenes del Museo Swansea de Gales. Se cree que elaborado entre 1619 y 1621. Fue identificado por el historiador del arte Bendor Grosvenor y su valor ha sido tasado en 3 millones de libras. Aparentemente, esta versión fue restaurada en las décadas de 1960 o 1970, aunque de manera poco respetuosa con la obra. Tras su identificación en 2016, Simon Rollo Gillespie llevó a cabo otra restauración que consiguió eliminar las capas de pintura añadidas.